# Mieczysław Trochimiuk
Mieczysław Trochimiuk (ur. 18 lipca 1936 w Dubowie) – polski rolnik, senator I kadencji.

## Życiorys
Kształcił się w Niższym Seminarium Duchownym Misjonarzy Oblatów Maryi Niepokalanej w Lublińcu, w 1955 zdał egzamin maturalny w liceum ogólnokształcącym w Wisznicach. Studiował filologię polską na Katolickim Uniwersytecie Lubelskim (1956–1961). W trakcie studiów był prezesem uczelnianego teatru akademickiego. Do 1968 pracował w Lublinie w instytucjach kultury oraz w stowarzyszeniu księgowych. W 1968 zaczął prowadzić rodzinne gospodarstwo rolne zajmujące się hodowlą owiec.
W 1980 zaangażował się w tworzenie struktur związku zawodowego rolników. W 1981 był jednym z organizatorów i przewodniczącym komitetu założycielskiego „Solidarności” Rolników Indywidualnych w województwie bialskopodlaskim. Po reaktywacji związku w 1989 stanął na czele regionalnych tymczasowych struktur. W latach 1989–1991 pełnił funkcję senatora I kadencji, wybranego z ramienia Komitetu Obywatelskiego w województwie bialskopodlaskim. Pracował w Komisji Rolnictwa jako jej przewodniczący. Był członkiem Obywatelskiego Klubu Parlamentarnego. W 1991 nie ubiegał się o reelekcję. Próbował bez powodzenia powrócić do Senatu w 1993 jako kandydat Unii Demokratycznej.
Po kilku latach od zakończenia kadencji przeszedł na emeryturę, zajął się hobbistycznie rzeźbiarstwem. Był pomysłodawcą i inicjatorem upamiętnienia w 2019 ofiar obozu pracy przymusowej dla Żydów w Szenejkach (we wsi Studzianka), gdzie niemieccy okupanci m.in. w lipcu 1942 dokonali mordu na ponad 30 więźniach.